# Heteroxenotrichula flandrensis
Heteroxenotrichula flandrensis är en djurart som tillhör fylumet bukhårsdjur, och som först beskrevs av Jean-Loup d'Hondt 1968.  Heteroxenotrichula flandrensis ingår i släktet Heteroxenotrichula och familjen Xenotrichulidae. Inga underarter finns listade i Catalogue of Life.